# Eudyptes warhami
El pingüino de Chatham (Eudyptes warhami) es una especie extinta de pingüino. Se conoce solo por huesos subfósil, pero podría haberse extinguido en fechas tan recientes como el siglo XIX, porque se cree que un ave mantenida en cautividad entre1867 y 1872 podría pertenecer a este taxón. Parecía pertenecer a una especie distinta a las conocidas, por su pico corto y estrecho. Hasta 2009 la especie no fue formalmente descrita. Se han encontrado pruebas de hibridación, por lo que compartiría genoma con las especies de pingüinos del norte y oeste de Nueva Zelanda y Australia.

## Hábitat
Las islas Chatham, situadas en Nueva Zelanda, se componen de 10 islas e islotes, aunque se cree que el pingüino de Chatham vivió en las islas principales. Su clima es generalmente suave, llegando a los 40 °C en verano. Se sospecha que vivían sobre los bancos de arena para tener mejor acceso al mar.